# Liste der Monuments historiques in Île-d’Aix
Die Liste der Monuments historiques in Île-d’Aix führt die Monuments historiques in der französischen Gemeinde Île-d’Aix auf.

## Liste der Bauwerke
Hinweis: Die Adressangaben in der Base Mérimée sind teilweise überholt oder neu vergeben.
| Bezeichnung           | Beschreibung | Standort                          | Kennzeichnung | Schutzstatus | Datum     | Bild           |
| --------------------- | --- | --------------------------------- | ------------- | ------------ | --------- | -------------- |
| Haus                  | | Place d’Austerlitz                | PA00104729    | Inscrit      | 1931      |                |
| Maison Chabert        | | Place d’Austerlitz                | PA00104718    | Inscrit      | 1931      |                |
| Maison Courbebaisse   | | Place d’Austerlitz                | PA00104719    | Inscrit      | 1931      |                |
| Maison Courrèges      | | Place d’Austerlitz                | PA00104720    | Inscrit      | 1931      |                |
| Maison Lagord         | | Place d’Austerlitz                | PA00104724    | Inscrit      | 1931      |                |
| Maison Lecomte        | | Place d’Austerlitz                | PA00104725    | Inscrit      | 1931      |                |
| Maison Louvel         | | Place d’Austerlitz                | PA00104726    | Inscrit      | 1931      |                |
| Maison Malterre       | | Place d’Austerlitz                | PA00104728    | Inscrit      | 1931      |                |
| Maison Gourgaud       | | 13, place d’Austerlitz (Lage)     | PA00104722    | Inscrit      | 1931      |                |
| Kirche St-Martin      | im 11. und 12. Jahrhundert erbaut                                                                                     | 1, place du Verdun (Lage)         | PA00104713    | Classé       | 1970      | weitere Bilder |
| Kaserne Vaudreuil     | | Rue Coudein (Lage)                | PA00104744    | Inscrit      | 1931      |                |
| Haus                  | | Rue Gourgaud                      | PA00104730    | Inscrit      | 1931      |                |
| Maison Gourgaud       | auch Maison Rose | 6, rue Gourgaud (Lage)            | PA00104723    | Inscrit      | 1931      |                |
| Hôtel de Ville        | einschließlich der Nachbargebäude                                                                                     | 21, rue Gourgaud (Lage)           | PA00104716    | Inscrit      | 1931      |                |
| Haus                  | | 15, rue Marengo (Lage)            | PA00104731    | Inscrit      | 1931      |                |
| Haus                  | | 17, rue Marengo (Lage)            | PA00104732    | Inscrit      | 1931      |                |
| Haus                  | | 19, rue Marengo (Lage)            | PA00104733    | Inscrit      | 1931      |                |
| Haus                  | | 20, rue Marengo (Lage)            | PA00104734    | Inscrit      | 1931      |                |
| Haus                  | | 21, rue Marengo (Lage)            | PA00104735    | Inscrit      | 1931      |                |
| Haus                  | | 22, rue Marengo (Lage)            | PA00104736    | Inscrit      | 1931      |                |
| Haus                  | | 24, rue Marengo (Lage)            | PA00104737    | Inscrit      | 1931      |                |
| Haus                  | | 26, rue Marengo (Lage)            | PA00104738    | Inscrit      | 1931      |                |
| Haus                  | | 28, rue Marengo (Lage)            | PA00104739    | Inscrit      | 1931      |                |
| Haus                  | | 30, rue Marengo (Lage)            | PA00104741    | Inscrit      | 1931      |                |
| Maison communale      | | 32, rue Marengo (Lage)            | PA00104742    | Inscrit      | 1931      |                |
| Haus                  | | 34, rue Marengo (Lage)            | PA00104743    | Inscrit      | 1931      |                |
| Haus                  | | 38, rue Marengo (Lage)            | PA00104745    | Inscrit      | 1931      |                |
| Kaserne Montalembert  | | Rue Montalembert (Lage)           | PA00104740    | Inscrit      | 1931      |                |
| Keller                | | 1, rue Napoléon (Lage)            | PA00104746    | Inscrit      | 1931      |                |
| Haus                  | | 2, rue Napoléon (Lage)            | PA00104747    | Inscrit      | 1931      |                |
| Haus                  | | 3, rue Napoléon (Lage)            | PA00104748    | Inscrit      | 1931      |                |
| Haus                  | | 4, rue Napoléon (Lage)            | PA00104749    | Inscrit      | 1931      |                |
| Haus                  | | 5, rue Napoléon (Lage)            | PA00104750    | Inscrit      | 1931      |                |
| Keller                | | 6, rue Napoléon (Lage)            | PA00104751    | Inscrit      | 1931      |                |
| Haus                  | | 7, rue Napoléon (Lage)            | PA00104752    | Inscrit      | 1931      |                |
| Haus                  | | 7bis, rue Napoléon (Lage)         | PA00104753    | Inscrit      | 1931      |                |
| Haus                  | | 8, rue Napoléon (Lage)            | PA00104754    | Inscrit      | 1931      |                |
| Haus                  | | 9, rue Napoléon (Lage)            | PA00104755    | Inscrit      | 1931      |                |
| Haus                  | | 10, rue Napoléon (Lage)           | PA00104756    | Inscrit      | 1931      |                |
| Haus                  | | 11, rue Napoléon (Lage)           | PA00104757    | Inscrit      | 1931      |                |
| Haus                  | | 13, rue Napoléon (Lage)           | PA00104758    | Inscrit      | 1931      |                |
| Haus                  | | 15, rue Napoléon (Lage)           | PA00104759    | Inscrit      | 1931      |                |
| Haus                  | | 17, rue Napoléon (Lage)           | PA00104760    | Inscrit      | 1931      |                |
| Haus                  | | 18, rue Napoléon (Lage)           | PA00104761    | Inscrit      | 1931      |                |
| Haus                  | | 19, rue Napoléon (Lage)           | PA00104762    | Inscrit      | 1931      |                |
| Haus                  | | 20, rue Napoléon (Lage)           | PA00104763    | Inscrit      | 1931      |                |
| Haus                  | | 22, rue Napoléon (Lage)           | PA00104764    | Inscrit      | 1931      |                |
| Haus                  | | 23, rue Napoléon (Lage)           | PA00104765    | Inscrit      | 1931      |                |
| Haus                  | | 25, rue Napoléon (Lage)           | PA00104766    | Inscrit      | 1931      |                |
| Haus                  | | 27, rue Napoléon (Lage)           | PA00104767    | Inscrit      | 1931      |                |
| Maison de l’Empereur  | einschließlich der Gärten; 1808 erbaut                                                                                | 30, rue Napoléon (Lage)           | PA00104721    | Classé       | 1925 1934 |                |
| Magasin H du génie    | Depot, im 18. Jahrhundert errichtet                                                                                   | 31, rue Napoléon (Lage)           | PA00104717    | Classé       | 1932      |                |
| Maison Lusseau        | | 2, rue des remparts (Lage)        | PA00104727    | Inscrit      | 1932      |                |
| Poudrière du bourg    | Pulvermagazin, 1810 errichtet                                                                                         | 26, rue du Quai aux Vivres (Lage) | PA00104768    | Classé       | 2010      |                |
| Batterie de Coudepont | Befestigungsanlage, Ende des 17. Jahrhunderts, Entwurf Sébastien Le Prestre de Vauban                                 | (Lage)                            | PA00104712    | Inscrit      | 1948      |                |
| Befestigungsanlagen   | befestigte Südspitze der Insel einschließlich der Stadtwälle und des Fort de la Rade; vom 17. bis zum 19. Jahrhundert | (Lage)                            | PA00104715    | Classé       | 1996      | weitere Bilder |
| Fort Boyard           | Befestigungsanlage, Anfang des 19. Jahrhunderts                                                                       | (Lage)                            | PA00104714    | Inscrit      | 1950      | weitere Bilder |
| Fort Liédot           | Befestigungsanlage, zwischen 1810 und 1834 erbaut                                                                     | (Lage)                            | PA00125677    | Classé       | 1995      | weitere Bilder |
| Phare d’Île d’Aix     | zwei Leuchttürme, 1841 und 1899 gebaut                                                                                | Pointe Sainte Catherine (Lage)    | PA17000087    | Inscrit      | 2011      | weitere Bilder |

## Liste der Objekte
| Bezeichnung | Beschreibung                | Standort                       | Kennzeichnung | Schutzstatus | Datum | Bild |
| ----------- | --------------------------- | ------------------------------ | ------------- | ------------ | ----- | ---- |
| Standuhr    | Anfang des 19. Jahrhunderts | im Maison de l’empereur (Lage) | PM17001199    | Classé       | 1930  |      |